# 前赵遗址 (东阿县)
前赵遗址，位于山东省聊城市东阿县城东北前赵村，是中华人民共和国山东省文物保护单位之一。
2006年12月7日，授予山东省文物保护单位，是一座古遗址。